# Dalgiç Ahmet Ağa
Dalgıç Ahmet Ağa était un architecte ottoman et artiste. Il fut architecte impérial en chef de 1599 à 1606.

## Biographie
Dalgıç Ahmet commença comme janissaire, puis fut formé à l’architecture en tant qu’apprenti de Mimar Sinan. Il porta plusieurs titres honorifiques pour ses contributions dont Ağa   et  Dalgıç (plongeur) pour ses ouvrages construits sur des sites difficiles, sujets aux inondations. Il est nommé architecte impérial en chef en 1599 à la suite de la mort de son prédécesseur Davud Ağa. Il officiera jusqu’en 1606 quand il est nommé Pasha et fut remplacé par  Mehmet Ağa.

## Contributions
Il contribua à la construction de plusieurs mosquées importantes en tant qu'assistant architecte ou architecte en chef. Il travailla sur la mosquée Selimiye à Edirne ainsi que la Mosquée neuve, un ouvrage dont la construction durera plus de 50 ans pour des raisons de technique et politique.
Une de ses contributions majeures fut le mausolée de Mehmet III. Il démontra par ailleurs sa maitrise de la marqueterie en réalisant lui-même et signant les portes à incrustation de nacre.